# Јекатерина Волкова (атлетичарка)
Јекатерина Генадијевна Волкова (рус. Екатерина Геннадьевна Волкова; Курск 9. август 1978. је руска атлетичарка, специјалиста за трчање на 3.000 метара са препрекама.
У свом међународном дебију освојила је сребрну медаљу на Светском првенству 2005. у Хелсинкију. Њено време 9:20,49 био је лични рекорд.
У 2007. у Осаки на Светском првенству 2007. освојила је златну медаљу међу водећим светским атлетичарима у тој дисциплини на најбољим личним временом 9:06,57.
Учествовала је и на Олимпијским играма 2008. у Пекингу где је освојила бронзану медаљу, која јој је 2016. одузета због допинга.

## Допинг
Комисија МОК за допинг 26. августа 2016. дисквалификовла је Јекатерину Волкову због коришћења недозвољених средатава  и казнила је одузимањем бронзане медаље, на Играма у Пекингу..

## Лични рекорди
1.500 метара — 4:09,03 — Тула, 24/07/ 2005
1. миља — 4:29,60 — Тула, 15/06/2005
2.000 метара — 5:41,61 — Сочи, 27/05/2007
3.000 метара — 8:54,64 — Казањ — 24/06/ 2005
5.000 метара — 15:00,02 — Тула, 03/08/2007
3.000 метара са препрекама — 9:06,57 — Осака,	27/08/ 2007